# Buyende
Buyende – miasto w Ugandzie, stolica dystryktu Buyende.